# HMS Seraph (P219)
HMS «Сераф» (P219) (англ. HMS Seraph (P219) — військовий корабель, підводний човен ІІІ підкласу типу «S» Королівського військово-морського флоту Великої Британії часів Другої світової війни. Підводний човен HMS «Сераф» брав участь у низці розвідувальних і спеціальних операцій під час Другої світової війни, найвідоміша з яких була операція «Мінсміт».

## Історія
HMS «Сераф» був закладений 16 серпня 1940 на верфі компанії Vickers-Armstrongs, Барроу-ін-Фернес. 10 червня 1942 увійшов до складу Королівських ВМС Великої Британії. ПЧ «Сераф» належав до третьої партії підводних човнів типу «S».
8 червня 1942 бойовий корабель вийшов з верфі до військово-морської бази в Холі-Лох у Шотландії для проведення іспитів. Пройшовши ходові випробування, човен провів перший бойовий вихід у липні 1942 року, коли протягом 14 днів патрулював узбережжя Норвегії. Згодом підводний човен призначений до складу 8-ї флотилії підводних човнів у Середземному морі і 25 серпня вийшов у море в напрямку Гібралтару. На своєму шляху до Середземного моря, поблизу мису Фіністерре, «Сераф» помилково піддався бомбардуванню британським бомбардувальником «Вітлі», на щастя ніхто не постраждав й човен спокійно прибув до місця призначення.
У складі Середземноморського флоту HMS «Сераф» виконував переважно завдання спеціальних операцій.

### Операція «Флагшток»
HMS «Сераф» вперше був залучений в операції на підтримку операції «Смолоскип», висадки союзників у Північній Африці; перший бойовий похід під командуванням лейтенанта Нормана «Білла» Джуелла, виконувався поблизу алжирського узбережжя з метою ведення морської розвідки протягом останніх двох тижнів вересня 1942.
Після повернення підводного човна до Гібралтару, «Сераф» був визначений для проведення спеціальної операції «Флагшток», секретної операції з доставлення заступника Верховного головнокомандувача союзними військами генерала Д. Ейзенхауера, генерал-лейтенанта М. Кларка, у Північну Африку для ведення таємних переговорів із французькими офіцерами уряду Віші.
19 жовтня 1942, підводний човен вийшов з бухти Гібралтару, завантажений розбірними каное, пістолетами-кулеметами, радіостанціями та іншими матеріалами, а також маючи на борту Кларка, двох інших генералів армії Сполучених Штатів, капітана ВМС США Джерольда Райта, кілька інших посадових осіб, разом з трьома британськими командос.
У ніч від 20 жовтня 1942 пасажири ПЧ «Сераф» вийшли на алжирському узбережжі. Операція «Флагшток» мала дуже важливе значення для командування союзних військ, оскільки за результатами переговорів між французькими генералами та адміралами й представниками союзників залежало, як війська Віші чинитимуть опір висадці англо-американських військ у Французькій Африці (хоча французи не були проінформовані про те, що військові кораблі були вже на шляху до зон висадки і вторгнення здійсниться протягом найближчих декількох днів).
25 жовтня екіпаж ПЧ, після деяких затримок, забрав генерала Кларка з його колегами з африканського берега, й того ж дня привіз їх до Гібралтару.

### Операція «Кінгпін»
Вже через день, 27 жовтня 1942, капітану Джуелу було наказано вирушити знову в плавання до південного берега Франції в таємну точку зустрічі. Команда підводного човна отримала завдання патрулювати поблизу французького берега до отримання визначеного сигналу, в котрому буде вказаний морський порт, з якого британці мусили забрати невідомих пасажирів. У ніч на 5 листопада HMS «Сераф», нарешті отримав радіосигнал, й прибув на місце рандеву близько 20 миль (32 км) на схід від Тулона, де потай узяв на борт французького генерала Анрі Жиро, його сина і трьох штабних офіцерів для зустрічі з Д.Ейзенхауером у Гібралтарі, де обговорювалися питання підтримки французькими військовими в Орані і Касабланці союзників.
Під час проведення цій акції стався інцидент. Французький генерал А. Жиро навідріз відмовився мати справу з британцями, в пам'яті французів ще свіжі були спогади про напад британського флоту на французьку ескадру в порту Мерс-ель-Кебір. У радіусі 3000 миль не було жодного американського човна або судна, тому екіпаж підводного човна швидко здійняв над Серафом прапор американських ВМС й оголосив себе USS «Сераф», який нібито прибув до французького берега під командуванням капітана Джерольда Райта. Намагаючись врятувати операцію, британські офіцери та матроси спробували імітувати американський акцент при розмовах, але це нікого не змогло обманути, у першу чергу Жиро.
Врешті-решт, 7 листопада HMS «Сераф» вийшов у точку рандеву з літаючим човном PBY «Каталіна», який був відправлений з Гібралтару на пошуки ПЧ, після того, як вони втратили контакт через проблеми з радіо на «Серафі» й забрали армійського генерала А.Жиро.
24 листопада, HMS Seraph вийшов у свій перший бойовий похід у Середземне море, проте, незабаром був покликаний приєднатися до інших підводних човнів у проведенні спільної розвідувальної операції в інтересах британських командос та американських рейнджерів в цьому районі.
29 листопада капітан Джуелл здійснив спробу атакувати італійський конвой, що йшов з Бізерти до Ла-Спеції. Вистрілив 4-ма торпедами по італійському транспортнику «Чітта ді Тунісі» (5 419 тонн), але промахнувся.
2 грудня 1942 HMS «Сераф» торпедував і пошкодив італійське військове транспортне судно «Пуччіні» (2 422 GRT, 1928 року будови).
23-24 грудня «Сераф», під час ведення розвідки на перископній глибині поблизу туніського острова Галіте, вів бій з італійським підводним човном «Алагі». Ввечері 23 грудня ПЧ протаранив і пошкодив ворожий човен, але заподіяв собі значну шкоду. Наступного дня капітан Джуелл спробував знищити «Алагі» торпедною атакою, але промахнувся. Через отримані пошкодження для ремонту й відновлення боєздатності у січні був відправлений до Фалмуту у Великій Британії.

### Операція «Мінсміт»
28 січня 1943 р. підводний човен «Сераф» прибув до корабельні в Блайті, на півночі Англії, для проведення необхідного ремонту і залишався тут до квітня. Через декілька тижнів, капітан човна Джуел був викликаний до Адміралтейства, де його посвятили в деякі деталі спеціальної операції «Мінсміт», де планувалася участь «Серафа» після повернення до Середземного моря. Операція «Мінсміт» — складова великої дезінформаційної операції «Барклай», мала за мету переконати німців, що союзники мають намір висадитися в Греції і на Сардинії, а не у Сицилії.
19 квітня ПЧ вийшов у море, маючи на борту спеціальний контейнер. У металевому контейнері, упакований у сухому льоду і одягнений в уніформу Королівської морської піхоти, зберігався труп. До трупа був прикріплений портфель, що містив фальшиві «секретні документи», призначені для введення в оману німецького командування.
О 4:30 30 квітня 1943 р. британський човен сплив на поверхню у запланованому місці — приблизно за милю від узбережжя Іспанії, неподалік від міста Уельва. Капітан Джуел наказав офіцерам винести нагору контейнер, звідки витягли «майора Мартіна», натягнули на нього рятувальний жилет і причепили йому портфель із документами. Потім тіло мерця зіштовхнули в море, сподіваючись, що хвиля винесе його на берег. На відстані півмилі на південь, моряки викинули за борт гумовий човен, щоб створити докази авіаційної катастрофи. Використаний контейнер висадили в повітря за допомогою пластикової вибухівки. Вийшовши далі в океан, командир човна надіслав телеграму наступного змісту: «фарш виготовлено», і продовжив рух далі на Гібралтар.

### Інші операції
Протягом весни-літа підводний човен виконував багато завдань, зокрема здійснював бойові походи в акваторії Середземного моря з різнорідними задачами, як-то ведення розвідки, атаки на ворожі конвої, супроводження власних конвоїв та доставлення вантажів на обложену Мальту. У липні 1943 під час висадки союзних військ на Сицилії використовувався в ролі корабля управління силами вторгнення.
До кінця року здійснив ще низку бойових походів, атакував та знищив незначну кількість транспортних суден супротивника малої водотоннажності.
У грудні 1943 року ПЧ «Сераф» прийшов для капітального ремонту до Чатема, після завершення якого човен діяв у східній частині Атлантичного океану та у Норвезькому морі.
11 травня 1944 о 21:20 HMS «Сераф» під командуванням лейтенанта Т. Рассел-Воллінга втратив контроль глибини, й на глибині 498 метрів вдарився об ґрунт. Зазнавши серйозних пошкоджень, зокрема тріщини у корпусі корабля, екіпаж підводного човна боровся протягом 4 годин, поки спромігся виринути на поверхню. За допомогою викликаного ескорту, ПЧ був супроводжений до Плімуту, де поставлений на довготривалий ремонт.
Відновлення підводного човна тривало дуже довгий час, тому до кінця війни, бойовий корабель вже участі у бойових діях не брав.
ПЧ «Сераф» у післявоєнний час залишався в складі Королівського флоту, у 1955 р. пройшов модернізацію. 25 жовтня 1962 р. виведений зі складу флоту та через 3 роки зутилізований.